# 6025/6026次列车
6025/6026次列车是中国铁路运行于湖北麻城至江西九江之间的一对普通旅客列车，由中国铁路武汉局集团武汉客运段负责客运任务。列车使用中国铁路25G型客车，沿京九线运行，跨越湖北、江西二省，途径黄州站、浠水站、蕲春站、武穴站、孔垄站、小池口站，其中孔垄站和小池口站仅有6026次停靠，6025次不停靠。全程223公里。其中麻城站至九江站运行3小时45分，使用车次为6025次；九江站至麻城站运行3小时31分，使用车次为6026次。

## 历史
京九铁路湖北段原由南昌铁路局管理，2005年5月15日新成立的武汉铁路局正式接管线路河南淮滨至湖北蔡山的路段，并开行麻城至九江的8333/8334次管内列车。京九线湖北段原有麻城至南昌的582/1次慢车，于1996年9月1日开行:261，后延长至潢川并演变为武汉至广州东的K822/823、K824/821次列车。
在2007年4月18日中国铁路第六次大提速中，8333/8334次列车车次改为6025/6026次。
2011年五一小长假期间，6025/6026次列车运行区间曾短暂变更为麻城至南昌。

## 列车编组
6025/6026次为全列硬座列车，由武汉局集团武昌客车车辆段信阳运用车间担当，使用4节中国铁路25G型客车。
| 车厢编号 | 1-4          |
| 车型     | YZ25G 硬座车 |

## 机车交路

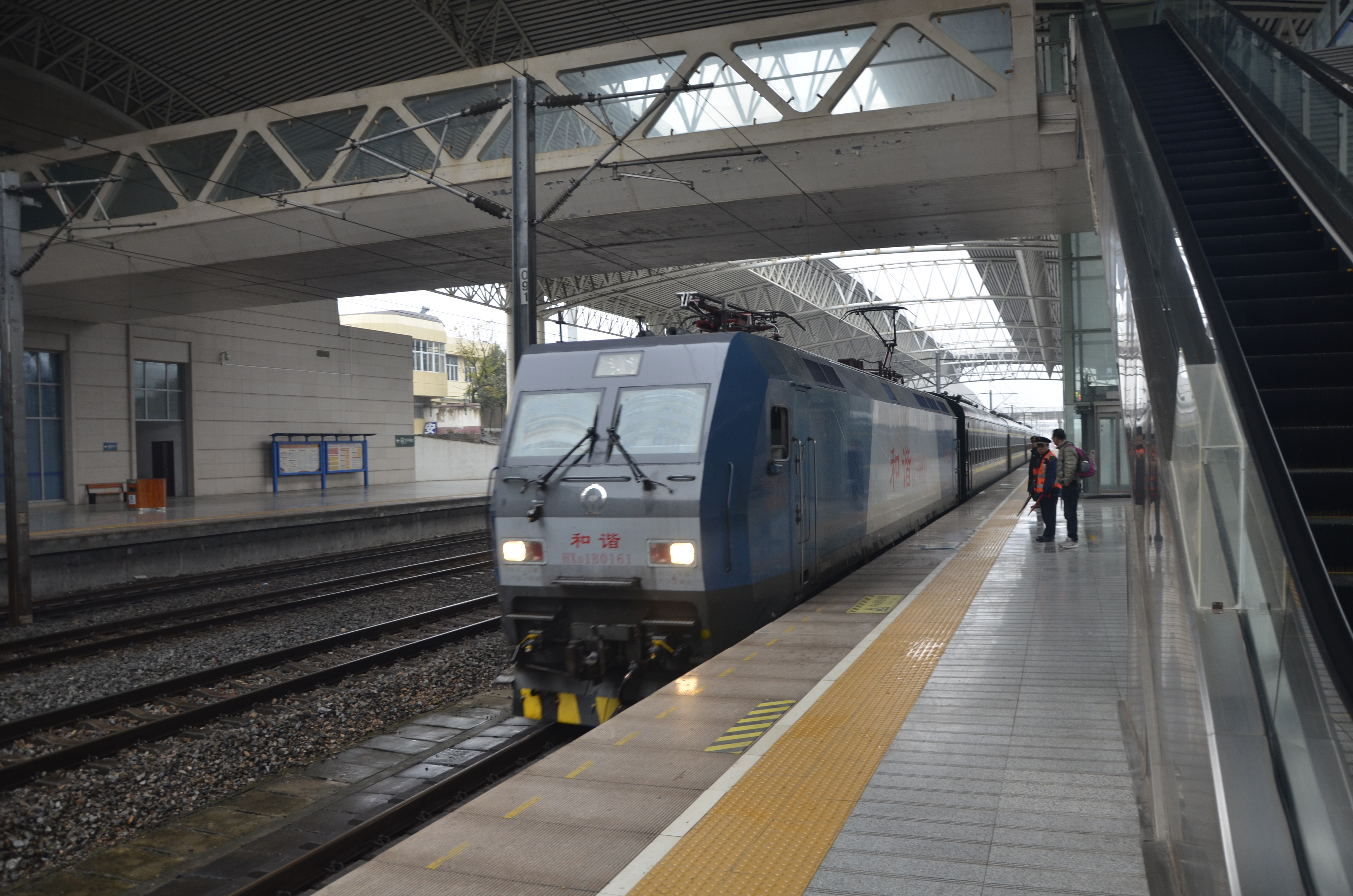
配属向塘机务段的和谐1B型电力机车第0161号牵引普客6025次黄州站2站台停车

6025/6026次列车在京九线上一般使用和谐1D型电力机车担当牵引任务。
| 车站区段               | 麻城 ↔ 九江                          |
| 本务机车 配属 司机更替 | 和谐1D型电力机车 南局南段 单司机值乘 |

## 时刻表

### 现行
- 数据截至2020年1月1日。

| 6025次 | 6025次 | 6025次 | 6025次 | 停靠站 | 6026次 | 6026次 | 6026次 | 6026次 |
| 里程   | 天数   | 到点   | 开点   | 停靠站 | 到点   | 开点   | 天数   | 里程   |
| ------ | ------ | ------ | ------ | ------ | ------ | ------ | ------ | ------ |
| 0      | 当天   | —      | 08:30  | 麻城   | 17:03  | —      | 当天   | 223    |
| 67     | 当天   | 09:42  | 09:44  | 黄州   | 16:04  | 16:06  | 当天   | 156    |
| 96     | 当天   | 10:11  | 10:13  | 浠水   | 15:38  | 15:40  | 当天   | 127    |
| 126    | 当天   | 10:55  | 10:57  | 蕲春   | 15:11  | 15:13  | 当天   | 97     |
| 165    | 当天   | 11:35  | 11:37  | 武穴   | 14:35  | 14:38  | 当天   | 58     |
| —      | 当天   | ↓      | ↓      | 孔垄   | 13:52  | 14:02  | 当天   | 27     |
| —      | 当天   | ↓      | ↓      | 小池口 | 13:37  | 13:39  | 当天   | 14     |
| 223    | 当天   | 12:41  | —      | 九江   | —      | 13:25  | 当天   | 0      |

## 其他
6026次九江站至小池口站票价仅一元，是九江过长江最便宜的方式。
除对外时刻表列出的停站外，6025/6026次列车还在京九铁路数个不办理客运业务的中间站办理通勤业务。